# Bly
 Ikke at forveksle med Bly (kunstner).
Bly er et grundstof med symbolet Pb (plumbum på latin) med atomnummer 82. Bly er et blødt og giftigt metal med en blå-hvid farve (frisk overskåret). Med tiden bliver farven matgrå, da metallet reagerer med luften.
Et menneske på 70 kg har ca. 120 mg bly i sig. Over halvdelen af verdensproduktionens bly kører rundt på landevejene; størstedelen findes nemlig i bilernes akkumulatorer. Udover dette bruger man bl.a. også bly til fremstilling af hagl (blyhagl blev forbudt i Danmark i 1996) og projektiler. Tidligere kunne man også finde bly i loddetin, dette blev imidlertid forbudt i 2006 med RoHS-direktivet, men det sælges stadig, da loddetin produceret før 2006 er lovligt at sælge, og især elektroniklande såsom Kina fortsætter med at bruge det.
Bly har det næsthøjeste atomnummer af alle stabile grundstoffer, og mange tungere grundstoffer som f.eks. uran henfalder i sidste ende til bly. Dog har det næste grundstof, bismuth, en så lang halveringstid (længere end den antagne alder af universet), at man kan anse det for et stabilt grundstof. Ligesom kviksølv, som er et andet tungmetal, er bly en farlig nervegift, som gennem tiden ophobes i blødt væv og knogler.

## Historie
Bly er blevet brugt igennem tusindvis af år, fordi det er så udbredt, nemt at udvinde og nemt at bearbejde. I den tidlige bronzealder blev bly brugt sammen med antimon og arsen. I alkymi var bly anset for at være det ældste metal og var forbundet med planeten Saturn. Romerne brugte bly til at lave vandrør, hvilket måske var en af grundene til Romerrigets undergang.[kilde mangler] Blys grundstofsymbol er udledt af dets latinske navn plumbum, som betyder blødt metal. Oprindeligt hed bly plumbum nigrum (sort, blødt metal), hvor tin blev kaldt plumbum candidum (hvidt. blødt metal).
Bly har været anvendt til mærker på visse varer, bl.a. klæde, i form af plomber. Disse findes til tider i arkæologiske udgravninger og kan dokumentere handelsforbindelser. Elektricitetsmålere blev tidligere plomberet med blyplomber.
Blyplader anvendes til tagdækning, i dag fortrinsvis på gamle, blytækte kirker.
Blyforgiftning blev første gang dokumenteret i det gamle Rom, Grækenland og Kina. I det 20. århundrede er brugen af maling med bly reduceret til næsten ingenting på grund af faren for blyforgiftning, især for børn. I midten af 1980'erne fjernede man bly fra benzinen i USA og erstattede det med methyl-tertiær-butylether (MTBE), hvilket reducerede blyudledningen i naturen meget. I Danmark begyndte man lidt senere i 1990'erne. [kilde mangler]
Siden 2003, hvor man indførte det europæiske RoHS-direktiv, har brugen af bly (samt andre giftige kemikalier) været stærkt reduceret i elektronik. Bly-forbuddet i RoHS var dog det væsentligste, og RoHS bliver undertiden synonymiseret med blyfrit.

## Forekomster
Bly i form af metal forekommer i naturen, men det er meget sjældent. Man finder normalt bly i zink-, sølv- og kobbermalm, hvilket man så udvinder. Det vigtigste blymineral er blyglans (PbS), som indeholder 86,6% bly.
Blymalm (blyglans) finder man i nordøst- Wales. Det Northeast Wales Orefield er den vigtigste forekomst af bly og zink i Wales. På nationalt plan er det den næstvigtigste forekomst, kun overgået af North Pennine Orefield.

## Sundhedseffekter
Bly er et giftigt metal, som kan skade nerveforbindelserne (især hos småbørn) og forårsage blod- og hjernelidelser. Blandt andet nedsat nerveledningshastighed. Øget kriminalitet er blevet forbundet med blyforurening. Intelligensen falder pga blyforgiftning. Særlig blyholdig benzin var et stort problem for sundheden. 
I oldtiden blev blyhvidt brugt som sminke. Bly-salte smager sødt og kaldes derfor blysukker og blev brugt som sødemiddel til sur vin i den græsk-romerske kultur. Allerede Nicander (2. århundrede f.v.t. beskrev således blyhvidt og blysukker som giftige. I Rom blev blysukker brugt som præventions-middel af horerne, på trods af at man kendte de forfærdelige bivirkninger. Plinius (1. århundrede e.v.t.) omtaler faren ved at indånde dampene fra udsmeltning af bly.
Blyforurening af jorden er et udbredt problem.[kilde mangler] Udover at bly findes naturligt, kan jorden også blive forurenet af benzin med bly i, som er lækket ud af tanke gravet ned i jorden (tankstationer) eller for eksempel igennem spildevandet fra fabrikker.

## Referenceliste og eksterne links
1. ↑  Environmental Policy as Social Policy? The Impact of Childhood Lead Exposure on Crime

- Blyforgiftning. Sundhed.dk
- Blyforgiftning i forebyggelse og forskning. Ugeskrift for læger (Webside ikke længere tilgængelig)
- Selv små doser bly er skadelige. Videnskab.dk
- Dreng havde 57 blykugler i tarmen i to år. Videnskab.dk Arkiveret 23. februar 2022 hos  Wayback Machine

- Wikimedia Commons har flere filer relateret til Bly